# Heliotropium veronicifolium
Heliotropium veronicifolium är en strävbladig växtart som beskrevs av August Heinrich Rudolf Grisebach. Heliotropium veronicifolium ingår i Heliotropsläktet som ingår i familjen strävbladiga växter. Inga underarter finns listade i Catalogue of Life.